# Dorlan Pabón
Dorlan Mauricio Pabón Ríos (ur. 24 stycznia 1988 w Medellín) – kolumbijski piłkarz występujący na pozycji skrzydłowego lub napastnika, reprezentant Kolumbii, od 2024 roku zawodnik Envigado.

## Kariera klubowa
Pabón rozpoczynał swoją karierę piłkarską jako osiemnastolatek w drugoligowym zespole Bajo Cauca FC z siedzibą w mieście Caucasia. Tam spędził udane dwa lata, będąc jednym z najlepszych zawodników rozgrywek. Nie zdołał jednak wywalczyć promocji do najwyższej klasy rozgrywkowej, a w grudniu 2007 jego klub z powodów finansowych został rozwiązany. On sam bezpośrednio po tym podpisał umowę w ówczesnym beniaminkiem pierwszej ligi – Envigado FC, w którego barwach zadebiutował w Categoría Primera A. Premierowego gola w lidze kolumbijskiej strzelił 22 października 2008 w zremisowanym 1:1 spotkaniu z Independiente Medellín, a w sezonie 2008 z ośmioma golami na koncie został królem strzelców krajowego pucharu – Copa Colombia. Podczas niemal trzech lat spędzonych w Envigado był czołowym skrzydłowym ligi, a jego udane występy zaowocowały pierwszymi powołaniami do reprezentacji i zainteresowaniem ze strony klubów argentyńskich.
Latem 2010 Pabón przeszedł do krajowego giganta – zespołu Atlético Nacional ze swojego rodzinnego miasta Medellín. Tam z miejsca wywalczył sobie pewne miejsce w wyjściowym składzie, zostając kluczowym zawodnikiem drużyny. W wiosennym sezonie Apertura 2011 zdobył z prowadzoną przez trenera Santiago Escobara ekipą swoje premierowe mistrzostwo Kolumbii, lecz międzynarodową sławę zyskał dopiero w 2012 roku, kiedy to wziął udział w pierwszych międzynarodowych rozgrywkach w swojej karierze – Copa Libertadores. Tam jego zespół odpadł już w 1/8 finału, lecz on sam notował świetne występy; w konfrontacji z urugwajskim Peñarolem (3:0) zdobył spektakularnego gola z rzutu wolnego z odległości około czterdziestu metrów, został wybrany przez CONMEBOL na najlepszego piłkarza czwartej kolejki rozgrywek, a dzięki zdobyciu siedmiu bramek został wicekrólem strzelców tamtej edycji Copa Libertadores, ustępując jednym trafieniem Neymarowi i Matíasowi Alustizie. Ogółem w Atlético Nacional spędził dwa lata, a dzięki udanej formie zainteresowanie jego zatrudnieniem przejawiały kluby takie jak Galatasaray SK, Rubin Kazań, AS Roma, Olympique Marsylia, Tottenham, Málaga CF czy Udinese Calcio.
W czerwcu 2012 Pabón za sumę czterech milionów euro przeszedł do włoskiej drużyny Parma FC, podpisując z nią pięcioletni kontrakt. W Serie A zadebiutował 25 sierpnia 2012 w przegranym 0:2 spotkaniu z Juventusem, lecz przez pół roku nie zdobył żadnej bramki w lidze i pełnił głównie rolę rezerwowego. Nie mogąc wywalczyć sobie miejsca w wyjściowym składzie, w styczniu 2013 został wypożyczony na sześć miesięcy do hiszpańskiego Realu Betis z siedzibą w Sewilli. W Primera División zadebiutował 3 lutego 2013 w przegranej 0:1 konfrontacji z Atlético Madryt, zaś pierwszą bramkę w lidze hiszpańskiej strzelił 24 lutego tego samego roku w wygranym 3:0 meczu z Málagą. Tam z kolei z miejsca został kluczowym graczem formacji ofensywnej, współtworząc bramkostrzelny tercet z Rubénem Castro i Jorge Moliną oraz został jednym z najbardziej wyróżniających się graczy w lidze. Na koniec sezonu 2012/2013 zajął z Betisem siódme miejsce w lidze i zakwalifikował się do rozgrywek Ligi Europy UEFA.
Wiosną 2013 oficjalnie ogłoszono, że od lipca Pabón będzie piłkarzem meksykańskiego klubu CF Monterrey, który na jego transfer wyłożył sześć milionów dolarów i związał się z zawodnikiem pięcioletnią umową. Po pół roku spędzonym w Betisie dołączył do tej ekipy, w tamtejszej Liga MX debiutując 21 lipca 2013 w przegranym 0:1 meczu z Cruz Azul, natomiast premierowego gola w lidze meksykańskiej zdobył sześć dni później w zremisowanej 1:1 konfrontacji z Pueblą. W sierpniu 2013, po zaledwie dwóch miesiącach spędzonych w drużynie Monterrey, powrócił jednak do Hiszpanii, podpisując czteroletni kontrakt z klubem Valencia CF, który zapłacił za niego sumę odstępnego zawartą w kontrakcie, wynoszącą 7,5 miliona euro. W tej drużynie nie spełnił jednak pokładanych w nim oczekiwań i zdobył tylko trzy bramki w lidze, wobec czego już po pół roku został wypożyczony do brazylijskiego São Paulo FC. W Campeonato Brasileiro Série A zadebiutował 20 kwietnia 2014 w wygranym 3:0 pojedynku z Botafogo, zaś jedynego gola strzelił 31 maja tego samego roku w wygranym 2:1 spotkaniu z Atlético Mineiro, z rzutu wolnego w doliczonym czasie. W São Paulo grał bez większych sukcesów i głównie jako rezerwowy przez sześć miesięcy.
W lipcu 2014 Pabón powrócił do swojego byłego zespołu CF Monterrey, który tym razem wyłożył za jego transfer więcej niż poprzednio; osiem milionów dolarów. Tam z miejsca wyrósł na gwiazdę ekipy i jednego z najlepszych piłkarzy rozgrywek – już po roku, w wiosennym sezonie Clausura 2015, z dziesięcioma golami na koncie został królem strzelców ligi meksykańskiej. W sezonie Clausura 2016 wywalczył natomiast tytuł wicemistrza Meksyku.
W lipcu 2021 powrócił do Kolumbii, podpisując kontrakt z Atlético Nacional.

## Kariera reprezentacyjna
W seniorskiej reprezentacji Kolumbii Pabón zadebiutował za kadencji selekcjonera Eduardo Lary, 7 sierpnia 2009 w wygranym 2:1 meczu towarzyskim z Salwadorem. Wówczas także wziął udział w nieudanych dla jego drużyny eliminacjach do Mistrzostw Świata 2010, podczas których rozegrał dwa spotkania. Premierowego gola w kadrze narodowej strzelił natomiast 11 października 2011 w wygranym 2:1 spotkaniu z Boliwią w ramach eliminacji do Mistrzostw Świata 2014. Te kwalifikacje były zarówno dla niego, jak i dla kolumbijskiego zespołu bardziej udane niż poprzednie – reprezentacja zdołała awansować na mundial, zaś on sam podczas tych eliminacji pięciokrotnie pojawiał się na boisku i poza trafieniem w konfrontacji z Boliwią wpisał się również na listę strzelców w meczu z Argentyną (1:2). Nie znalazł się jednak w ogłoszonym przez José Pekermana ostatecznym składzie na mistrzostwa świata.
W sierpniu 2016 Pabón został powołany przez trenera Carlos Restrepo do reprezentacji Kolumbii U-23 na Igrzyska Olimpijskie w Rio de Janeiro, jako jeden z trzech starszych graczy (obok Williama Tesillo i Teófilo Gutiérreza). Tam miał pewne miejsce w formacji ofensywnej; wystąpił we wszystkich czterech meczach w pierwszym składzie i zdobył dwa gole w fazie grupowej – ze Szwecją (2:2) oraz Nigerią (2:0), obydwa z rzutów karnych. Kolumbijczycy odpadli natomiast z męskiego turnieju piłkarskiego w ćwierćfinale, ulegając gospodarzowi i późniejszemu triumfatorowi – Brazylii (0:2).

## Statystyki kariery

### Klubowe
| Bajo Cauca        | 2006      | Kolumbia  | Primera B        | 11  | 3   | —    | —    | —            | —  | —   | 11   | 3    |
| Bajo Cauca        | 2007      | Kolumbia  | Primera B        | 18  | 5   | —    | —    | —            | —  | —   | 18   | 5    |
| Envigado          | 2008      | Kolumbia  | Primera A        | 19  | 1   | b.d. | 8    | —            | —  | —   | b.d. | 9    |
| Envigado          | 2009      | Kolumbia  | Primera A        | 36  | 9   | b.d. | b.d. | —            | —  | —   | b.d. | b.d. |
| Envigado          | 2010      | Kolumbia  | Primera A        | 15  | 6   | b.d. | b.d. | —            | —  | —   | b.d. | b.d. |
| Atlético Nacional | 2010      | Kolumbia  | Primera A        | 21  | 7   | b.d. | b.d. | —            | —  | —   | b.d. | b.d. |
| Atlético Nacional | 2011      | Kolumbia  | Primera A        | 40  | 17  | 10   | 5    | —            | —  | —   | 50   | 22   |
| Atlético Nacional | 2012      | Kolumbia  | Primera A        | 11  | 8   | —    | —    | CL           | 8  | 7   | 19   | 15   |
| Parma             | 2012–2013 | Włochy    | Serie A          | 12  | 0   | 1    | 1    | —            | —  | —   | 13   | 1    |
| Real Betis        | 2012–2013 | Hiszpania | Primera División | 17  | 8   | —    | —    | —            | —  | —   | 17   | 8    |
| Monterrey         | 2013–2014 | Meksyk    | Liga MX          | 6   | 3   | 1    | 2    | —            | —  | —   | 7    | 5    |
| Valencia CF       | 2013–2014 | Hiszpania | Primera División | 13  | 3   | 2    | 0    | LE           | 3  | 0   | 18   | 3    |
| São Paulo         | 2014      | Brazylia  | Série A          | 7   | 1   | 11   | 1    | —            | —  | —   | 18   | 2    |
| Monterrey         | 2014–2015 | Meksyk    | Liga MX          | 35  | 22  | 10   | 7    | —            | —  | —   | 45   | 29   |
| Monterrey         | 2015–2016 | Meksyk    | Liga MX          | 39  | 16  | 4    | 1    | —            | —  | —   | 43   | 17   |
| Monterrey         | 2016–2017 | Meksyk    | Liga MX          | 0   | 0   | —    | —    | LM           | 0  | 0   | 0    | 0    |
| Ogółem            |           |           |                  |     |     |      |      |              |    |     |      |      |
| Kolumbia          | Kolumbia  | Kolumbia  | 171              | 56  | 10  | 5    | CL   | 8            | 7  | 189 | 68   |      |
| Włochy            | Włochy    | Włochy    | 12               | 0   | 1   | 1    | —    | —            | —  | 13  | 1    |      |
| Hiszpania         | Hiszpania | Hiszpania | 30               | 11  | 2   | 0    | LE   | 3            | 0  | 35  | 11   |      |
| Meksyk            | Meksyk    | Meksyk    | 80               | 41  | 15  | 10   | LM   | 0            | 0  | 95  | 51   |      |
| Brazylia          | Brazylia  | Brazylia  | 7                | 1   | 11  | 1    | —    | —            | —  | 18  | 2    |      |
| Ogółem            | Ogółem    | Ogółem    | Ogółem           | 300 | 109 | 39   | 17   | CL + LE + LM | 11 | 7   | 350  | 133  |

- CL – Copa Libertadores
- LE – Liga Europy UEFA
- LM – Liga Mistrzów CONCACAF

### Reprezentacyjne
| Kolumbia | Kolumbia | 2009   | 2 | 0 | 2 | 0 | — | — | — | 4  | 0 |
| Kolumbia | Kolumbia | 2010   | 4 | 0 | — | — | — | — | — | 4  | 0 |
| Kolumbia | Kolumbia | 2011   | — | — | 3 | 2 | — | — | — | 3  | 2 |
| Kolumbia | Kolumbia | 2012   | 2 | 1 | 2 | 0 | — | — | — | 4  | 1 |
| Ogółem   | Ogółem   | Ogółem | 8 | 1 | 7 | 2 | — | — | — | 15 | 3 |